# Hederstitel
En hederstitel eller honorärtitel kan tilldelas någon som under lång tid utfört något för samhället särskilt värdefullt, utan att formellt uppfylla allt det som egentligen krävs för titeln. Att befordras genom en hederstitel för inte med sig ekonomiska förmåner. En honorärtitel kan ses som en immateriell medalj.

## Akademiska titlar
Ett exempel är att den som länge med erkänd kvalitet verkat inom den akademiska världen, kan tilläggas titeln med professors namn, heder och värdighet, vilket i äldre handlingar ofta förkortas n h o v. Ett annat exempel är utnämning av en hedersdoktor, utan att den belönade för den skull har åstadkommit någon doktorsavhandling. Detta kallas doctor honoris causa (dr h c). I den akademiska världen finns detaljerade föreskrifter om hur nominering, val och utnämning av hedersdoktorer ska ske.
Emeritus är en pensionerad professors hederstitel och även professor emeritus.

## Förvaltningstitlar
Vissa högre tjänstemän inom utrikesförvaltning och regering benämnes excellens till följd av sin befattning. Inom vissa samhällen har det förekommit att statschefen utsett en gunstling till hedersexcellens utan att det var kombinerat med motsvarande befattning. Detta gjordes till exempel i tsartidens Ryssland. Om man så vill kan man se detta som ett steg mot adelskap.
I Sverige kunde man från 1773–1867 få titeln En af rikets herrar som var en hederstitel som gav innehavaren samma rang som ett riksråd samt rätt att tituleras Excellens.
Rådstitlarna stadfästes av Finlands president efter ansökan, och det är ofta större företag som ansöker för att hedra någon betrodd verkställande direktör.
Om någon med titeln excellens eller bergsråd faktiskt har den befattning som titeln antyder kan man i skrift påpeka det med ”Verklige Excellensen N.N.” eller ”Verklige Bergsrådet N.N.” På så vis ökar substansen bakom titeln.

## Hovtitlar
Kungliga eller furstliga personer kan ge hederspositioner vid sina hov. Exempel på titlar som den svenske monarken delar ut är: 
- Hovsångare, hovtrumpetare, hovdansare och hovkapellmästare (till artister)
- Hovkamrerare, hovintendent,[1] hovsekreterare och hovmarskalk (till anställda vid Kungliga Hovstaterna)
- Hovpredikant (till präster)
- Hovfotograf (till fotografer)
- Hovleverantör (till näringsidkare)